# 聖なる交差点
『聖なる交差点』（せいなるこうさてん）は、神聖かまってちゃん2枚目のベストアルバム。2023年11月15日にワーナーミュージック・ジャパンから発売された。

## 概要
前作『児童カルテ』から約3年、ベスト・アルバムとしては『ベストかまってちゃん』以来約8年ぶりのアルバムリリースとなる。
本作はちばぎん脱退後初めてリリースするアルバム作品となり、バンド結成15周年を記念して制作された。ジャケット写真はメンバーと発売当時サポートベーシストで後にメンバーとして加入したユウノスケとの4人の写真で、神奈川県横須賀市の猿島にて沼田学により撮影された。
初回限定盤には、2023年5月24日に下北沢SHELTERにて行われたライブ映像が収録されており、撮影は竹内道宏（たけうちんぐ）が手掛けた。

## 収録内容
| 全作詞・作曲: の子。 |                                                            |           |            |                    |      |
| #                    | タイトル                                                   | 作詞      | 作曲・編曲 | 編曲               | 時間 |
| 1.                   | 「るるちゃんの自殺配信」                                   | の子      | の子       | の子、木村篤史     | 3:58 |
| 2.                   | 「フロントメモリー feat. ACAね(ずっと真夜中でいいのに。)」 | の子      | の子       | 神聖かまってちゃん | 4:52 |
| 3.                   | 「僕の戦争」                                               | の子      | の子       | の子、海野恵       | 4:39 |
| 4.                   | 「知恵ちゃんの聖書」                                       | の子      | の子       | 神聖かまってちゃん | 4:05 |
| 5.                   | 「ロックンロールは鳴りやまないっ」                         | の子      | の子       | 神聖かまってちゃん | 3:50 |
| 6.                   | 「グロい花 feat. 戸川純」                                  | の子      | の子       | 神聖かまってちゃん | 5:09 |
| 7.                   | 「夕暮れの鳥」                                             | の子      | の子       | 神聖かまってちゃん | 5:02 |
| 8.                   | 「夜空の虫とどこまでも」(AL「つまんね」収録ver.)           | の子      | の子       | 神聖かまってちゃん | 3:33 |
| 9.                   | 「ロボットノ夜」                                           | の子      | の子       | 神聖かまってちゃん | 4:35 |
| 10.                  | 「Girl2」                                                  | の子      | の子       | 神聖かまってちゃん | 3:21 |
| 11.                  | 「死にたい季節」(AL「8月32日へ」収録ver.)                  | の子      | の子       | 神聖かまってちゃん | 4:45 |
| 12.                  | 「僕は頑張るよっ feat. ano」                               | の子      | の子       | 神聖かまってちゃん | 5:03 |
| 13.                  | 「光の言葉」                                               | の子      | の子       | 神聖かまってちゃん | 5:46 |
| 14.                  | 「ズッ友」                                                 | の子      | の子       | 神聖かまってちゃん | 5:10 |
| 15.                  | 「22才の夏休み」                                           | の子      | の子       | 神聖かまってちゃん | 4:08 |
| 16.                  | 「へっぽこ聖剣士」                                         | の子      | の子       | 神聖かまってちゃん | 4:10 |
| 合計時間:            | 合計時間:                                                  | 合計時間: | 72:06      |                    |      |

### 初回限定盤DVD
| #   | タイトル                           | 作詞 | 作曲・編曲 |
| --- | ---------------------------------- | ---- | ---------- |
| 1.  | 「ドキュメンタリー&オープニング」  |      |            |
| 2.  | 「ぺんてる」                       |      |            |
| 3.  | 「ズッ友」                         |      |            |
| 4.  | 「ロックンロールは鳴り止まないっ」 |      |            |
| 5.  | 「毎日がニュース」                 |      |            |
| 6.  | 「ねこラジ」                       |      |            |
| 7.  | 「夕暮れメモライザ」               |      |            |
| 8.  | 「黒いたまご」                     |      |            |
| 9.  | 「聖マリ」                         |      |            |
| 10. | 「僕の戦争」                       |      |            |
| 11. | 「自分らしく」                     |      |            |
| 12. | 「あたしのクマ」                   |      |            |
| 13. | 「最悪な少女の将来」               |      |            |
| 14. | 「映画」                           |      |            |
| 15. | 「あるてぃめっとレイザー！」       |      |            |
| 16. | 「ちりとり」                       |      |            |
| 17. | 「夕暮れの鳥」                     |      |            |
| 18. | 「新宿駅」(Encore)                 |      |            |
| 19. | 「るるちゃんの自殺配信」(Encore)   |      |            |
| 20. | 「フロントメモリー」(Encore)       |      |            |
| 21. | 「リッケンバンカー」(Encore)       |      |            |

## 楽曲解説
1. るるちゃんの自殺配信
アルバム『児童カルテ』収録。
2. フロントメモリー feat. ACAね(ずっと真夜中でいいのに。)
2023年8月23日にデジタルシングルとしてリリースされていた楽曲。
フィーチャリングアーティストとしてずっと真夜中でいいのに。のACAねをボーカルに迎えている。
3. 僕の戦争
2021年2月22日にデジタルシングルとしてリリースされていた楽曲で、本作で初めてCD化及びアルバム収録された[5]。
TVアニメ「進撃の巨人 The Final Season」オープニングテーマ[6][7]。
4. 知恵ちゃんの聖書
メジャー1stシングル表題曲。アルバム『楽しいね』収録。
シングル版では、歌詞の「当たり前だのクラッカー」が商標登録に引っかかることが判明し、「クラッカー」の部分が無音処理されていたが、本作ではそのまま歌われている。
5. ロックンロールは鳴りやまないっ
ミニアルバム『友だちを殺してまで。』収録。
6. グロい花 feat. 戸川純
2023年10月25日にデジタルシングルとしてリリースされていた楽曲。
フィーチャリングアーティストとして戸川純をボーカルに迎えている。
7. 夕暮れの鳥
メジャー4thシングル表題曲。アルバム『幼さを入院させて』収録。
TVアニメ「進撃の巨人 Season 2」エンディングテーマ[8]。
8. 夜空の虫とどこまでも
アルバム『児童カルテ』に2019Rec.verが収録されているが、本作にはアルバム『つまんね』のバージョンを収録している。
9. ロボットノ夜
配信限定シングル。アルバム『英雄syndrome』収録。
10. Girl2
アルバム『児童カルテ』収録。
11. 死にたい季節
ミニアルバム『友だちを殺してまで。』にも収録されているが、本作にはアルバム『8月32日へ』のバージョンを収録している。
12. 僕は頑張るよっ feat. ano
2023年9月27日にデジタルシングルとしてリリースされていた楽曲。
フィーチャリングアーティストとしてanoをボーカルに迎えている。
13. 光の言葉
メジャー4thシングル表題曲。アルバム『幼さを入院させて』収録。
AbemaTV「AbemaPrime」5月度エンディングテーマ。
14. ズッ友
メジャー3rdシングル表題曲。アルバム『英雄syndrome』収録。
15. 22才の夏休み
アルバム『8月32日へ』収録。
16. へっぽこ聖剣士
本作唯一の新曲。2020年6月6日からの子のYouTubeチャンネルにて自主制作のミュージックビデオが公開されていた楽曲[動画 1]。

### 動画
1. ↑  の子 (2020-6-6), へっぽこ聖剣士　PV 神聖かまってちゃん 2023年11月15日閲覧。